# 唐代石雕群
唐代石雕群，位于山东省枣庄市滕州市柴胡店镇老君院村，是中华人民共和国山东省文物保护单位之一。
2006年12月7日，授予山东省文物保护单位，是一座石窟寺及石刻。